# Shang Yang (persoon)
Shang Yang (390 v.Chr.-338 v.Chr.) was een Chinese staatsman uit de 4e eeuw v.Chr tijdens de Periode van de Strijdende Staten. Hij was afkomstig uit de staat Wei. Zijn oorspronkelijk naam was Yang Gongsun. Shang was de naam van zijn domein. 

## Staatshervormer
Hij begon in 359 v.Chr. hervormingen in te zetten in de staat Qin nadat het hem was gelukt vertrouweling te worden van hertog Xiao van Qin. Zijn doel was de hertogelijke macht te versterken. 
In een aan Shang Yang toegeschreven werk wordt minachting voor traditie getoond. Volgens dat werk zijn de stichters van de Xia-, Shang- en Zhou-dynastie nooit bang geweest veranderingen door te voeren, omdat wijze mensen wetten maken en onwetende mensen door hen gestuurd worden. Los van de vraag of Shang Yang dit werk inderdaad geschreven heeft, staat vast dat hij zijn uitgangspunten in elk geval voortvarend heeft toegepast.
Er werden wetten uitgevaardigd die erop gericht waren personen te belonen die zich op militair of agrarisch gebied onderscheidden. Zij die goed presteerden werden ontheven van corvée, terwijl onderprestatie tot slavernij kon leiden. De privileges van de adel werden vervangen door een systeem van twintig rangen die werden toegekend aan degenen die dat verdienden. Een hogere rang gaf aanspraak op meer land, bedienden, concubines en kleding.
Door opheffing van maatregelen die de handel en overdracht van grond beperkten, wist Shang Yang de agrarische output en arbeidsproductiviteit te vergroten. Gewichten en meeteenheden werden geüniformeerd.
Shang Yang zette een staatskundige hervorming in waarbij Qin werd onderverdeeld in 20 à 30 provincies waarvan de gouverneurs direct door de hertog werden benoemd. Huishoudens werden samengebracht in eenheden van 5 à 10 die verantwoordelijk waren voor elkaars gedrag. Als hierbij een begaan delict niet werd aangegeven stond daarop de straf om in tweeën te worden gesneden. Elk huishouden werd als productie-eenheid beschouwd, waarbij de man gewassen teelde en de vrouw weefwerk deed.
Aangezien de hervormingen tot een hogere levensstandaard leidden, kon Qin meer immigranten aantrekken en zich daardoor sneller ontwikkelen dan de andere Chinese staten. Door het inzetten van dwangarbeid als strafmiddel en het uitreizen van arbeiders aan restricties te verbinden kon het arbeidspotentieel maximaal worden benut. 
Iedereen die zich tegen de hervormingen verzette, werd streng gestraft. Toen de kroonprins Si een overtreding beging, werden twee van zijn mentors in zijn plaats bestraft, aangezien de prins zelf immuniteit genoot.

## Nalatenschap
Zoals ook bij Wu Qi geschiedde, riepen de hervormingen van Shang Yang veel ressentiment op bij de adel. Toen hertog Xiao overleed, zagen zijn opponenten hun kans schoon om hem valselijk te beschuldigen van rebellie. Shang Yang werd met zijn gehele familie ter dood gebracht. Zijn hervormingen bleven na zijn dood nog 20 jaar van kracht en legden de basis voor de uiteindelijke realisering van de imperiale ambities van de Qin-heersers. Hij wordt tot de eerste vertegenwoordigers van het legalisme gerekend.
- Bibsys: 90386404
- Bibliothèque nationale de France: cb11924612w (data)
- CiNii: DA06486823
- Gemeinsame Normdatei: 118992244
- International Standard Name Identifier: 0000 0001 0399 5996
- Library of Congress Control Number: n81125741
- Nationale Bibliotheek van Tsjechië: jx20041021009
- Nationale bibliotheek van Australië: 36730460
- Nationale Bibliotheek van Israël: 987007270998305171
- Nederlandse Thesaurus van Auteursnamen: 140298169
- Réseau des bibliothèques de Suisse occidentale: 02-A000072954
- LIBRIS: 198101
- Système universitaire de documentation: 027136167
- Trove: 1438336
- Virtual International Authority File: 155549407
- WorldCat: E39PBJrRkCgpqmM4WbKDD8wt8C